# Rossia palpebrosa
Rossia palpebrosa е вид главоного от семейство Sepiolidae. Видът не е застрашен от изчезване.

## Разпространение и местообитание
Разпространен е във Великобритания (Северна Ирландия), Гренландия, Ирландия, Исландия, Канада (Нунавут), Норвегия и Русия.
Обитава океани и морета. Среща се на дълбочина от 47 до 617,5 m, при температура на водата от -0,6 до 6,6 °C и соленост 33,4 – 34,2 ‰.